# 寺西俊一
寺西 俊一（てらにし しゅんいち、1951年 - ）は、日本の経済学者。専門は環境経済学。一橋大学名誉教授。アジア・太平洋環境会議功労賞、明日への環境賞受賞。
石川県生まれ。宮本憲一の影響を受け、環境経済学を専攻。環境経済・政策学会会長、日本環境会議理事長、環境省中央環境審議会委員、『環境と公害』誌編集幹事、日本環境学会運営委員、日本地方自治学会理事、日本経済政策学会理事、環境法・政策学会理事、財団法人消費生活研究所理事等を歴任。

## 学歴
- 1970年 石川県立金沢泉丘高等学校卒業
- 1975年 京都大学経済学部経済学科卒業
- 1977年 一橋大学大学院経済学研究科修士課程修了
- 1980年 一橋大学大学院経済学研究科博士課程単位取得退学

## 職歴
- 1980年 一橋大学経済学部専任講師
- 1985年 一橋大学経済学部助教授
- 1988年 ロンドン大学ロンドン・スクール・オブ・エコノミクス地理学部客員研究員
- 1992年 一橋大学経済学部教授
- 1998年 一橋大学大学院経済学研究科教授
- 2014年 一橋大学定年退職[1]、一橋大学経済学研究科特任教授[1]、一橋大学名誉教授
- 2016年 一橋大学退職[1]、帝京大学経済学部経済学科教授

この間、慶應義塾大学経済学部、上智大学法学部、千葉大学法経学部、中央大学総合政策学部、京都大学経済学部、東京工業大学大学院総合理工学研究科、フェリス女学院大学、放送大学でも教鞭をとる。

## 学会活動
- 2010年 環境経済・政策学会副会長
- 2014年 環境経済・政策学会会長

## 著書

### 単著
- 『地球環境問題の政治経済学』（東洋経済新報社、1992年）

### 共著
- （加藤哲郎・伊藤正直・高橋祐吉・田端博邦）『これからの日本を読む』（労働旬報社、1987年）
- （植田和弘・落合仁司・北畠佳房）『環境経済学』（有斐閣、1991年）

### 共編書
- （佐々木雅幸）『グローバル・エコノミーと地域経済』（自治体研究社、1988年）
- （淡路剛久）『公害環境法理論の新展開』（日本評論社、1997年）
- （寄本勝美・原科幸彦）『地球時代の自治体環境政策』（ぎょうせい、2002年）
- （永井進・除本理史）『環境再生 ―川崎から公害地域の再生を考える―』（有斐閣、2002年）
- （石弘光）『岩波講座　環境経済・政策学<第4巻>　環境保全と公共政策』（岩波書店、2002年）
- 『新しい環境経済政策 ―サスティナブル・エコノミーへの道―』（東洋経済新報社、2003年）
- （監修：竹内啓介/共編著：外川健一）『自動車リサイクル ―静脈産業の現状と未来―』（東洋経済新報社、2004年）
- （監修：淡路剛久/共編著：西村幸夫）『地域再生の環境学』（東京大学出版会、2006年）
- （大島堅一・井上真）『地球環境保全への途 ―アジアからのメッセージ』（有斐閣、2006年）
- （石田信隆）『自然資源経済論入門1　農林水産業を見つめなおす』（中央経済社、2010年）
- （石田信隆）『自然資源経済論入門2　農林水産業の再生を考える』（中央経済社、2011年）
- （淡路剛久・吉村良一・大久保規子）『公害環境訴訟の新たな展開　権利救済から政策形成へ』（日本評論社、2012年）
- （石田信隆）『自然資源経済論入門3　農林水産業の未来をひらく』（中央経済社、2013年）
- （石田信隆・山下英俊）『ドイツに学ぶ　地域からのエネルギー転換』（家の光協会、2013年）
- （監修：岡本雅美/共編著：井上真・山下英俊）『自立と連携の農村再生論』（東京大学出版会、2014年）
- （石田信隆・山下英俊）『農家が消える：自然資源経済論からの提言』（みすず書房、2018年）
- （石田信隆）『輝く農山村：オーストリアに学ぶ地域再生』（中央経済社、2018年）

### 共訳書
- 『統合ドイツとエコロジー』（U・ペッチョウ他著 共訳：白川欽也・吉田文和 古今書院、1994年）
- 『東アジアの環境問題 ―「奇跡」の裏側―』（D.オコンナー著 共訳：吉田文和・大島堅一 東洋経済新報社、1996年12月）

### 監修書・責任編集書
- （日本環境会議/「アジア環境白書」編集委員会編）『アジア環境白書1997/98』（東洋経済新報社、1997年）
- （日本環境会議/「アジア環境白書」編集委員会編）『アジア環境白書2000/01』（東洋経済新報社、2000年）
- （日本環境会議/「アジア環境白書」編集委員会編）『アジア環境白書2003/04』（東洋経済新報社、2003年）
- （東アジア環境情報発伝所編）『環境共同体としての日中韓』（集英社、2006年）
- （文献情報研究会）『公害文献大事典―1947(昭和22)年～2005年(平成17)年』（日本図書センター、2006年）
- （日本環境会議/「アジア環境白書」編集委員会編）『アジア環境白書2006/07』（東洋経済新報社、2006年）
- （日本環境会議/「アジア環境白書」編集委員会編）『アジア環境白書2010/11』（東洋経済新報社、2010年）